# Volvo T 24-25

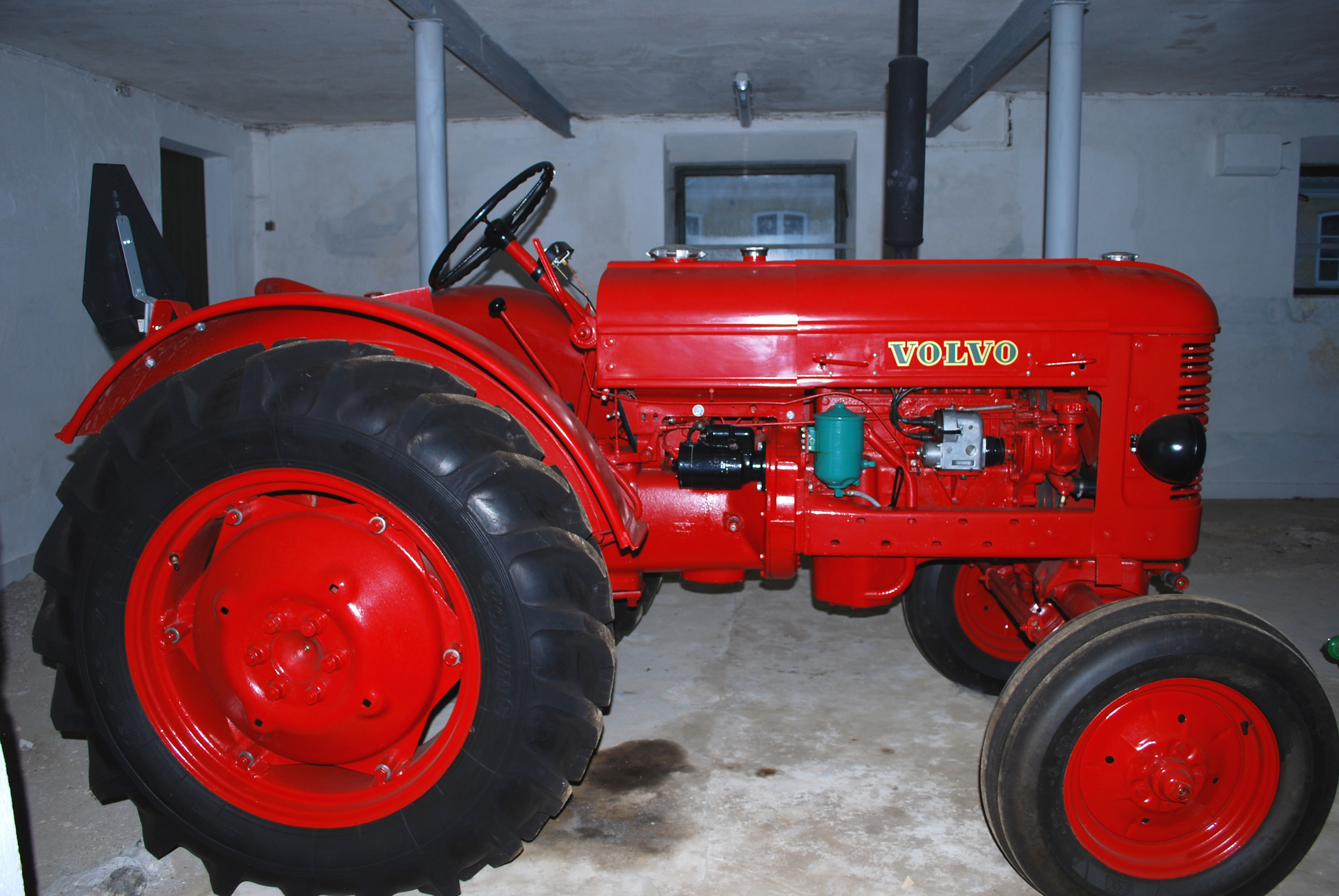
En Volvo T 25.

Volvo T 24 / T 25 är en traktor från Volvo. T 24 hade motor för fotogen, T 25 för bensin. I övrigt är de lika. Traktorn tillverkades mellan 1953 och 1959, och var en vidareutveckling av Volvo T 22-23. T24 tillverkades i ett antal av 9825 exemplar och T25 i 6 445 exemplar. 

## Andra utföranden
Under åren 1953-1955 tillverkades den i grönmålat BM-utförande med Austinmotor med modellbeteckningarna 200 Teddy i bensinutförande och 210 Teddy i fotogenutförande i 2 400 exemplar, dessa hade väsentligen samma specifikationer som T24/T25. Mellan 1955 och 1959 tillverkades BM 24/BM25 i 962 exemplar, dessa var grönmålade, men i övrigt helt identiska med Volvo T24/T25. Samtliga dessa modeller är dessutom i tillämpliga delar identiska med dieseldrivna BM 230 Victor.

## Tekniska data[2]
- Motor: T24: Volvo CF 22 (fotogen),
- T25: Volvo CB 22 (bensin)
- Motoreffekt: 26,5 / 31 hk, 2 000 r/min
- Transmission/hastighet: 5 fram, maxfart 26,0 km/h, 1 back, maxfart 5,2 km/h
- Bränsletank: 45 + 4 L (den mindre tanken används för bensin på T24 och som reservtank på T25)
- Kylsystem: 11 l
- Vikt: 1 570 kg
- Hjulbas: 1 770 mm
- Längd: 2 750 mm
- Bredd: 1 650 mm
- volvo t25 -Volvo t24 -Volvo t22  Byggdes i Göteborg